# Selva húmeda guineana
La selva húmeda guineana o selva de Guinea es una ecorregión incluida en la lista Global 200 del WWF. Incluye las selvas del oeste de África occidental. Está formada por tres ecorregiones:
- Selva guineana occidental de tierras bajas
- Selva guineana oriental
- Selva montana guineana